# Patos de Minas
 (janvier 2019).
Si vous disposez d'ouvrages ou d'articles de référence ou si vous connaissez des sites web de qualité traitant du thème abordé ici, merci de compléter l'article en donnant les références utiles à sa vérifiabilité et en les liant à la section « Notes et références ».
Pour les articles homonymes, voir Patos (homonymie).
Patos de Minas est une ville brésilienne de l'État du Minas Gerais. Sa population était estimée à 138 836 habitants en 2010. La municipalité s'étend sur 3 189 km2.

## Histoire
Le nom est dérivé à partir du ranch appelé Os Fazenda Patos, détenu par les colons d'origine, qui devait son nom au grand nombre de canards sauvages trouvés dans la région.
En 1826, les premiers colons, Antônio da Silva Guerra et sa femme, Luísa Correia de Andrade, firent don des terres pour la nouvelle colonie, appelée Vila de Santo Antônio dos Patos. En 1892, Patos de Minas obtenu le statut de ville avec le nom de « Patos », qui a été prolongé en 1944 pour « Patos de Minas ».

## Économie
Les principales sources de revenus sont l'agriculture, les services, l'industrie légère, et l'élevage. Les produits laitiers, viande séchée, de porc et de sous-produits sont transformés dans la ville. En 2005, le PIB a été de 1 217 milliards de dollars, avec 750 millions de dollars générés par les services, 189 millions par l'industrie, et 154 millions par l'agriculture.
Patos est connue au niveau national pour sa production de maïs. La « princesse de la Paranaíba Alto » comme on l'appelle, est devenue la capitale nationale du maïs, un fait qui a attiré des investisseurs de partout dans le pays à mettre en place des industries de l'agro-industrie, vêtements, boissons, et l'emballage.
Les principales cultures en 2006 étaient (en surface cultivées) :
- café (5 700 ha) ;
- coton (310 ha) ;
- pommes de terre (130 ha) ;
- la canne à sucre (170 ha) ;
- haricots (3 000 ha) ;
- manioc (1 000 ha) ;
- maïs (12 000 ha) ;
- soja (4 500 ha) ;
- tomates (446 ha).

## Maires
| Période | Période | Identité                                       | Étiquette | Qualité |
| ------- | ------- | ---------------------------------------------- | --------- | ------- |
| 2009    | 2012    | Maria Beatriz de Castro Alves « Béia » Savassi | DEM       |         |

## Personnalités liées à la commune
- Fernando Diniz (1974-), footballeur et entraîneur, né à Patos de Minas.